# Milind Kumar
Milind Kumar (Hindi मिलिंद कुमार, * 15. Februar 1991 in Delhi, Indien) ist ein indischer Cricketspieler, der seit 2024 für die Nationalmannschaft der Vereinigten Staaten spielt.

## Aktive Karriere
Kumar gab sein First-Class-Debüt für Delhi in der Saison 2011/12. Dort spielte er bis 2017 und begann in den Regenzeiten in Houston zu spielen. In der Saison 2018/19 wurde er in Delhi nicht mehr in den Kader gerufen und er spielte daraufhin eine Saison für Sikkim. In dieser war er der beste Run-Scorer der Saison. Im Jahr 2021 wechselte er zu The Philadelphians in den Vereinigten Staaten und absolvierte so eine dreijährige Residenzpflicht in den Vereinigten Staaten, bevor er für deren Nationalmannschaft spielberechtigt war. Sein Twenty20-Debüt erfolgte bei der Tour gegen Kanada im April 2024. Kurz darauf wurde er für den Kader für den ICC Men’s T20 World Cup 2024 nominiert.